# Халмаи, Золтан
Золтан Халмаи, Зольтан Хальмаи (венг. Halmay Zoltán; 18 июня 1881, Высока-при-Мораве, Братиславский край — 20 мая 1956, Будапешт) — венгерский пловец, двукратный чемпион и пятикратный призёр летних Олимпийских игр.
На летних Олимпийских играх 1900 в Париже Халмаи участвовал в трёх гонках — на 200 м, 1000 м и 4000 м, все вольным стилем. В первой он выиграл полуфинал и занял в финале второе место. Во второй он снова начал с победы в предварительном раунде, и занял третье место в заключительной гонке. В последнем соревновании пловец опять, победив полуфинале, занял вторую позицию в финале. После этих Игр Халмаи получил две серебряные и одну бронзовую медали.
На следующий Играх 1904 в Сент-Луисе Халмаи соревновался только в заплывах на 50 и 100 ярдов вольным стилем. В каждой дисциплине по выиграл по две гонки (полуфинал и финал) и получил две золотые медали.
Через два года он участвовал в неофициальных Олимпийских играх в Афинах. Халмаи стал победителем вместе со своими партнёрами по сборной в эстафете 4×250 м и занял второе место гонке на 100 вольными стилем. Однако эти две медали не признаются Международным олимпийским комитетом.
Ещё через два года Халмаи принял участие в плавательных соревнованиях на летних Олимпийских играх 1908 в Лондоне. В гонке на 100 м вольным стилем он стал победителем в четвертьфинале и полуфинале, но стал вторым в финале, получив серебряную медаль. В эстафете 4×200 м его команда сразу проходила в финал, так как ей не достались соперники на предыдущих этапах, и она заняла в нём второе место.